# James Weddell
James Weddell (Oostende, 24. kolovoza 1787. – London, 9. rujna 1834.), engleski pomorac, istraživač Antartike i lovac na tuljane.
Njegovo ime nosi Weddellovo more, more Južnog oceana, kojime je James Weddell prvi zaplovio 1823. godine. Po njemu je nazvan Weddellov otok, treći otok po veličini među Falklandskim Otocima koje je također James Weddell istraživao u ranim 1800.–im, te vrsta pravih tuljana, Weddellov tuljan (lat. Leptonychotes weddellii).